# Societá Sportiva Italiana Valparaíso
La Societá Sportiva Italiana es un club deportivo chileno de la ciudad de Valparaíso. Fue fundado el 7 de febrero de 1917 en el barrio El Almendral, en los salones de la Sexta Compañía de Bomberos, producto de la fusión entre los clubes Ciclista Italiano de Viña del Mar y Veloce Ciclista Italiano de Valparaíso.
Si bien, a lo largo de su historia, ha incursionado en distintas secciones deportivas, entre las que se cuenta el atletismo, boxeo, ciclismo, esgrima, fútbol, natación, tenis de mesa y waterpolo, desde un tiempo a esta parte la institución se dedica únicamente a la práctica de bochas y básquetbol, siendo esta última su actividad principal y en la que ha obtenido mayor reconocimiento.

## Administración

### Directorio
- Presidente: Sergio Romano Maggio
- Vicepresidente: Fernando Ognio Airola.
- Directores: 
  - Jorge Antonucci Castro
  - Silvio Cuneo Fernández
  - Sergio Romano
  - Adolfo Serrano
  - Rigoberto Torres
  - Carlos Williams
  - Sebastián Lillo

## Ramas

### Básquetbol
Desde su creación, la rama de básquetbol de Sportiva Italiana ha sido la sección más importante de la institución. En 1979 fue junto a Español de Talca, Esperanza de Valparaíso, FAMAE de Santiago, Naval de Talcahuano, Thomas Bata de Peñaflor, Unión Española de Santiago y Universidad de Concepción uno de los ocho clubes fundadores de la División Mayor del Básquetbol de Chile, en la que participó durante 14 temporadas.
En 1980 Sportiva Italiana obtuvo su primer campeonato en la Dimayor bajo la dirección técnica de José Luis de la Maza y con plantel conformado por Jorge Antonucci, Víctor Bahamondez, Óscar Fornoni, José González, Antonio Heres, Jaime Hernández, Rubén Martoni, Oscar Nápoles, Flavio Razetti, Ricardo Valdés, José Luis Verdejo y Roual Villela.
De la mano del entrenador Jaime Hernández, Sportiva Italiana se consagró nuevamente campeón de la Dimayor 1982, año en el que el plantel estuvo compuesto por Víctor Bahamondez, Fernández, José González, Mack Hilton, Javier Oyanedel, Angelo Parpaglione, Flavio Razzetti, Luis Saavedra, Ricardo Valdés, José Verdejo, Roual Villela y Thomas Wimbush.
A nivel internacional, Sportiva Italiana consiguió además el mayor triunfo de un club chileno fuera de las fronteras del país, luego de alcanzar la final del Campeonato Sudamericano de Clubes Campeones en 1971, disputado en Arequipa, Perú.
En el año 2005 Sportiva Italiana, con Eduarmo Medina en el banquillo, integró el campeonato Centro-Sur de la División Mayor del Básquetbol de Chile. En el mismo debutó el 16 de abril de 2005 con derrota ante Liceo Mixto de Los Andes por 62-91. Finalizó su participación el 9 de julio con derrota frente a Boston College por 60-107, alcanzando la quinta ubicación de la Zona Norte.

#### Palmarés

##### Torneos locales
- Asociación de Básquetbol de Valparaíso (22): 1967, 1970, 1974, 1976, 1977, 1979, 1980, 1983, 1989, 1990, 1991, 1993, 1994, 1995, 2002, 2004, 2005, 2013, 2016, 2017, 2018, 2019

- Torneo de Apertura Asociación de Básquetbol de Valparaíso (2): 2006, 2007.

##### Torneos nacionales
- División Mayor del Básquetbol de Chile (2): 1980, 1982.
- Torneos de Clubes Campeones de Chile (2): 1971, 1976.
- Liga Nacional Femenina (4): 2020, 2021, 2022,2023

##### Torneos internacionales
- Subcampeón del Campeonato Sudamericano de Clubes Campeones en 1971.

#### Básquetbol juvenil
A nivel de básquetbol juvenil, Sportiva Italiana organiza el Torneo Renato Raggio Catalán, que se ha desarrollado desde 1997. Ganó el campeonato en 2000,2005, 2016, y 2019

### Fútbol

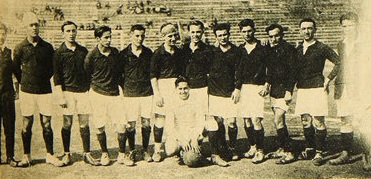
Equipo del Sportiva Italiana en 1923.

La rama de fútbol de Sportiva Italiana comenzó formalmente sus actividades en 1923, año en el que se afilió a la Asociación de Valparaíso, en la que participaban entre otros Santiago Wanderers, Everton y La Cruz, y de la que se consagró campeón en 1932.

#### Palmarés

##### Torneos locales
- Liga de Valparaíso (1): 1932.